# Macrotrachela asperula
Macrotrachela asperula is een raderdiertjessoort uit de familie Philodinidae. De wetenschappelijke naam van deze soort is voor het eerst geldig gepubliceerd in 1911 door Murray.